# Litsea honghoensis
Litsea honghoensis är en lagerväxtart som beskrevs av H. Liu. Litsea honghoensis ingår i släktet Litsea och familjen lagerväxter. Inga underarter finns listade i Catalogue of Life.